# Prosper Brandsteert
Prosper Brandsteert, né à Molenbeek-Saint-Jean le 11 octobre 1883 et mort en 1935, est un footballeur international belge actif au début du XXe siècle qui occupait le poste de milieu de terrain. Il joue au Skill FC Bruxelles et au Daring CB.

## Carrière
Prosper Brandsteert joue au Skill FC Bruxelles durant la saison 1899-1900. On perd ensuite sa trace dans les archives footballistiques jusqu'en 1904, où il est affilié au Daring Club de Bruxelles. Il y preste à un bon niveau et est repris en équipe nationale belge pour disputer un match amical en 1905. Il joue au Daring au moins jusqu'en 1906 ensuite on perd de nouveau sa trace.

## Statistiques
| Saison                | Club                  | Championnat           | Championnat | Championnat | Coupe(s) nationale(s) | Coupe(s) nationale(s) | Total | Total |
| Saison                | Club                  | Division              | M.          | B.          | M.                    | B.                    | M.    | B.    |
| 1899-1900             | Skill FC Bruxelles    | Division 1            | -           | -           | 0                     | 0                     | 0     | 0     |
| 1904-1905             | Daring CB             | Division 1            | -           | -           | 0                     | 0                     | 0     | 0     |
| 1905-1906             | Daring CB             | Division 1            | -           | -           | 0                     | 0                     | 0     | 0     |
| Total sur la carrière | Total sur la carrière | Total sur la carrière | 1           | -           | 0                     | 0                     | 1     | 0     |

## Carrière internationale
Prosper Brandsteert compte une convocation et un match joué en équipe nationale belge. Celui-ci a lieu le 30 avril 1905 contre les Pays-Bas.
Le tableau ci-dessous reprend toutes les sélections de Prosper Brandsteert. Le score de la Belgique est toujours indiqué en gras.
| Date       | Compétition  | Adversaire | Lieu   | Score | Remarque |
| ---------- | ------------ | ---------- | ------ | ----- | -------- |
| 30/04/1905 | Match amical | Pays-Bas   | Anvers | 1-4   | prol.    |